# 막달레나 수용소

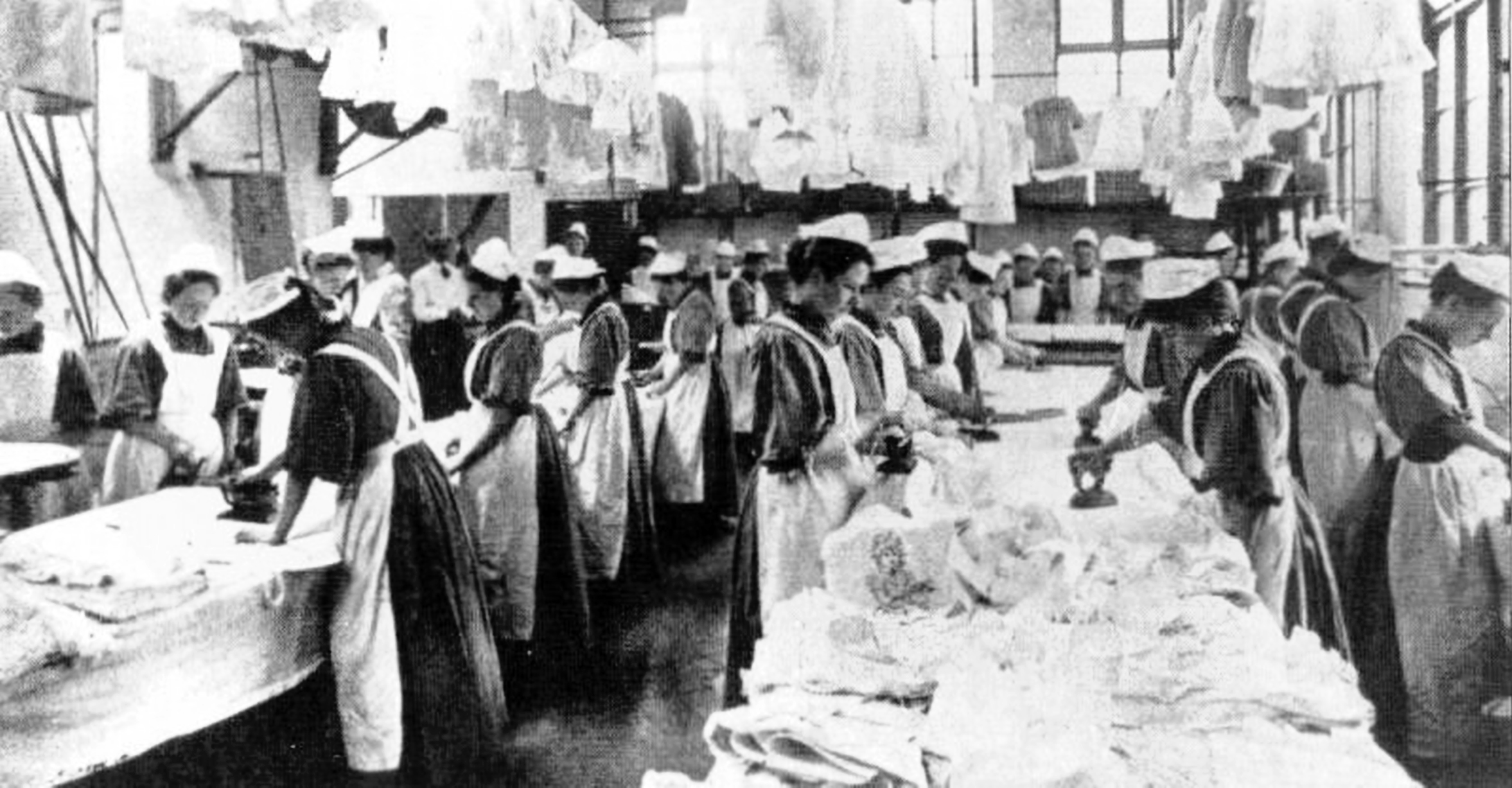
20세기 초 잉글랜드의 막달레나 세탁소.

막달레나 수용소(Magdalene asylums) 또는 막달레나 세탁소(Magdalene laundries)란 18세기에서 20세기에 걸쳐 영미권 국가들에서 "몸을 버린 여자"들에게 거처를 제공한다는 표면상 이유 하에 설립된 시설들이다. 막달레나란 "개심한 창녀"의 상징인 성녀 막달레나를 의미한다. 최후의 막달레나 수용소는 1996년에 폐쇄되었다.
최초의 막달레나 수용소는 1758년 잉글랜드 화이트채플에 세워졌으며, 1767년 아일랜드에도 유사한 기관이 세워졌다. 미국 최초의 막달레나 수용소는 1800년 세워진 필라델피아 막달레나회이다. 이후 뉴욕, 보스턴, 시카고, 토론토를 비롯한 다른 북미 도시들에도 빠르게 유사 시설들이 만들어졌다. 19세기에서 20세기 초에 걸쳐 여러 국가에 막달레나 수용소들이 매우 흔하게 세워졌다.  1900년이 되면 잉글랜드에만 300개소 이상, 스코틀랜드에는 20개소 이상의 수용소가 존재했다.

## 같이 보기
- 구빈원